# Гродзисько-Гурне
Гродзисько-Гурне (пол. Grodzisko Górne) — село в Польщі, у гміні Гродзисько-Дольне Лежайського повіту Підкарпатського воєводства.
Населення — 2232 особи (2011).

## Демографія
Демографічна структура станом на 31 березня 2011 року:
|          | Загалом | Допрацездатний вік | Працездатний вік | Постпрацездатний вік |
| -------- | ------- | ------------------ | ---------------- | -------------------- |
| Чоловіки | 1101    | 216                | 752              | 133                  |
| Жінки    | 1131    | 231                | 627              | 273                  |
| Разом    | 2232    | 447                | 1379             | 406                  |